# Зарзийская культура
Зарзийская культура — археологическая культура верхнего палеолита и мезолита в Иране, Ираке и Средней Азии. Существовала 20 — 10 тыс. лет назад. Сменяет барадостскую культуру из которой, возможно, эволюционировала. Название получила по месту находок в пещере Зарзи (недалеко от Сулеймании в иракском Курдистане). Известна также стоянка в пещере Шанидар и др.
До 20 % находок составляют изделия из микролитов, которые имеют форму коротких асимметричных осколков кремня в виде треугольников и трапеций с дырочками для крепления. Культура имеет много общего с соседней кебарской в Леванте и в позднем периоде своего существования соседствует с натуфийской, но не идентична ей. Хотя стоянки разбросаны на значительном расстоянии друг от друга, они очень редки, и плотность населения, по-видимому, была низкой. Носители придерживались образа жизни охотников и собирателей. Объекты охоты: олень, дикий осел и козы. На стоянках найдены останки домашней собаки, а также луки и стрелы. Предположительно является предшественником более поздних культур восточной части Ирана, в том числе Элама.
Вероятно, часть населения Южного Прикаспия по восточному берегу Каспийского моря мигрировала в Южное Зауралье, где сложилась мезолитическая янгельская культура с асимметричными формами геометрических микролитов.